# Obszar źródliskowy
Obszar źródliskowy – obszar stopniowego powstawania cieku wodnego – teren, na którym woda podziemna wydostaje się na powierzchnię terenu w postaci źródeł, podmokłości, wycieków, wysięków lub wykapów.